# NGC 2633
NGC 2633 ou ARP 80 est une galaxie spirale barrée particulière située dans la constellation de la Girafe. NGC 2633 a été découverte par l'astronome allemand Wilhelm Tempel en 1882.

## Caractéristiques
La classe de luminosité de NGC 2633 est II et elle présente une large raie HI. De plus, on y retrouve des régions d'hydrogène ionisé.

### Distance
Sa vitesse par rapport au fond diffus cosmologique est de 2 213 ± 6 km/s, ce qui correspond à une distance de Hubble de 32,6 ± 2,3 Mpc (∼106 millions d'al).
À ce jour, 16 mesures non basées sur le décalage vers le rouge (redshift) donnent une distance de 25,969 ± 3,159 Mpc (∼84,7 millions d'al), ce qui est tout juste à l'extérieur des valeurs de la distance de Hubble. Notons cependant que c'est avec la valeur moyenne des mesures indépendantes, lorsqu'elles existent, que la base de données NASA/IPAC calcule le diamètre d'une galaxie et qu'en conséquence le diamètre de NGC 2633 pourrait être d'environ 26,6 kpc (∼86 800 al) si on utilisait la distance de Hubble pour le calculer.

### Luminosité dans l'infrarouge
La luminosité de la galaxie NGC 2633 dans l'infrarouge lointain (de 40 à 400 µm)  est égale à 4,17 × 1010 {\displaystyle L_{\odot }} (1010,62{\displaystyle L_{\odot }}) et sa luminosité totale dans l'infrarouge (de 8 à 1 000 µm) est de 5,59 × 1010 {\displaystyle L_{\odot }} (1010,77{\displaystyle L_{\odot }}).

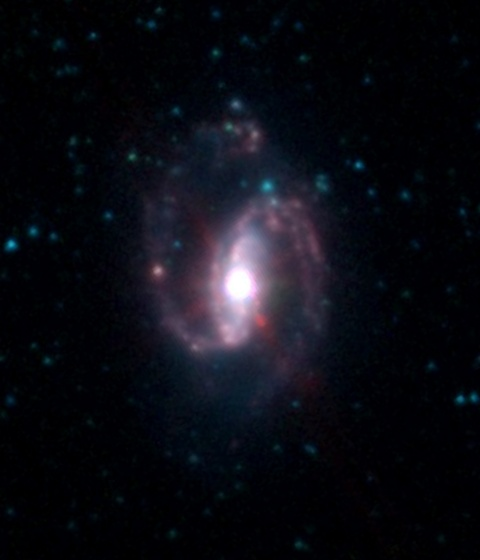
NGC 2633 en infrarouge par le télescope spatial Spitzer.
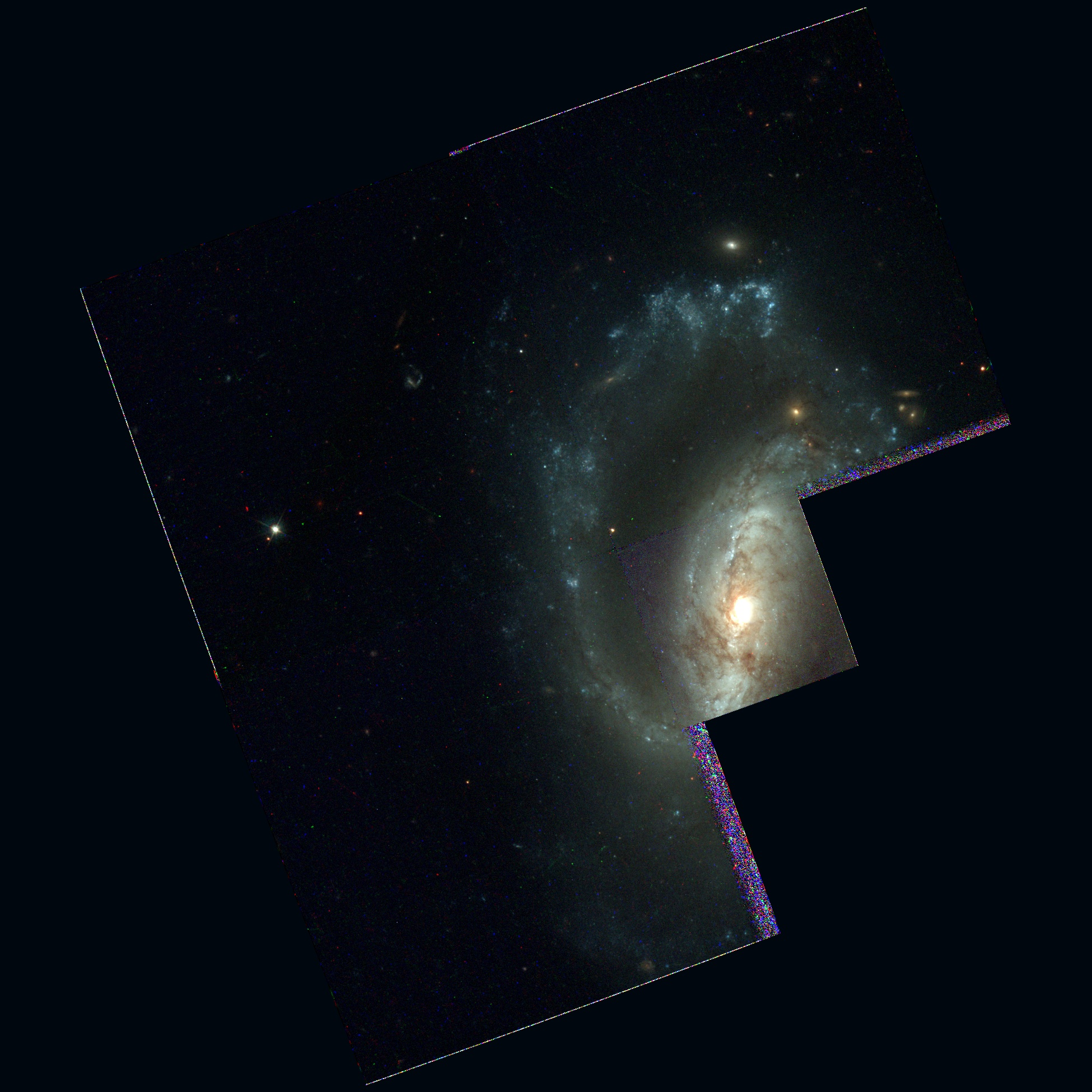
NGC 2633 par le télescope spatial Hubble.

## Groupe de NGC 2633
La galaxie NGC 2633 est la plus grosse galaxie d'un groupe de galaxies qui porte son nom. Le groupe de NGC 2633 comprend au moins 4 autres galaxies, soit IC 2389, NGC 2551, NGC 2634 et NGC 2634A (= PGC 24760).